# اولگ ژاکف
اولگ ژاکف (روسی: Олег Петрович Жаков؛ ۱۹ مارس ۱۹۰۵ – ۴ مهٔ ۱۹۸۸) بازیگر اهل امپراتوری روسیه بود. از فیلم‌هایی که وی در آن نقش داشته‌است می‌توان به شنل و ایوان مخوف اشاره کرد.
وی همچنین برندهٔ جوایزی همچون جایزه هنرمند مردمی اتحاد جماهیر شوروی، نشان پرچم سرخ کار، جایزه دولتی اتحاد شوروی، و جایزه دولتی برادران واسیلیف شده‌است.